# 忍者神龟 (2003年游戏)
《忍者神龟》是一部由科乐美于2003年发行的清版动作游戏。游戏剧情以2003年的同名电视连续剧（动画）为基础。游戏故事大致改编自动画版第一季，被改编的分集包括“风云突变”和“捕鼠器”、“攻击捕鼠器”、“结识凯西·琼斯”、“纳米机器人”、“城市边缘的黑暗”、“隐身术”、“地下城市的来信”（上中下集）和“重返纽约”（上中下集）；另外还有一个关卡并非来源于动画剧集。
此游戏的续作为2004年推出的《忍者神龟2：并肩作战》。